# Chloronia corripiens
Chloronia corripiens är en insektsart som först beskrevs av Walker 1860.  Chloronia corripiens ingår i släktet Chloronia och familjen Corydalidae. Inga underarter finns listade i Catalogue of Life.